# فرودگاه اولورو
فرودگاه اولورو (به انگلیسی: Ayers Rock Airport) (به زبان بومی: Connellan Airport) یک فرودگاه همگانی با کد یاتا AYQ است که یک باند فرود آسفالت دارد و طول باند آن ۲۵۹۹ متر است. این فرودگاه در شهر اولورو کشور استرالیا قرار دارد و در ارتفاع ۴۹۶ متری از سطح دریا واقع شده‌است.

## شرکت‌های هواپیمایی و مقصدهای پروازی
| شرکت‌های هواپیمایی           | مقصدهای پروازی     |
| --------------------------- | ------------------ |
| جت‌استار                     | ملبورن، سیدنی      |
| کانتاس‌لینک اجرا توسط Cobham | آلیس اسپرینگز، کنز |
| ویرجین استرالیا             | سیدنی              |

In addition, there are a wide number of scenic flights that are offered by different private charters.
Jetstar operates Airbus A320, Qantaslink operates Boeing 717-200s and Virgin Australia operates a mixture of Boeing 737-700/800s and Embraer E-190s in and out of Ayers Rock Airport. All Qantaslink services are اجرا توسط Cobham. On ۱۱ فوریه ۲۰۱۳ Qantas announced that its daily Qantas operated flight from Sydney would be replaced by a 4 x weekly service اجرا توسط Jetstar.